# ニューメキシコ級戦艦
ニューメキシコ級戦艦 (ニューメキシコきゅうせんかん、New Mexico-class battleships) は、アメリカ海軍の戦艦の艦級。いわゆる標準型戦艦であり、ニューメキシコ (USS New Mexico, BB-40) 、ミシシッピ (USS Mississippi, BB-41) 、アイダホ (USS Idaho, BB-42) の3隻が就役した。海軍休日時代に大改装を実施、重油専燃機関に換装し、籠マストを撤去してネルソン級戦艦を参考にした塔型艦橋になった。第二次世界大戦の初期は大西洋艦隊に所属し、大西洋で中立パトロールを実施した。太平洋戦争開戦後の1942年中期から太平洋に転戦し、おもに艦砲射撃による火力支援任務に従事した。

## 概要
アメリカ海軍にとって初の超弩級戦艦はニューヨーク級戦艦だったが、基本的には前級の改良型であり、14インチ連装砲塔5基（合計10門）であった。つづいて標準型戦艦の嚆矢として集中防御方式（All or nothing）を採用したネバダ級戦艦2隻を建造したが、14インチ連装砲塔と14インチ三連装砲塔の混在式だった（合計10門）。つづいて建造したペンシルベニア級戦艦2隻は、14インチ三連装砲四基（計12門）となった。ところがイギリス海軍が15インチ砲搭載型戦艦や巡洋戦艦の建造を開始、ドイツ帝国海軍も追従し、アメリカ海軍も対抗に迫られる。
ニューメキシコ級戦艦は1913年に設計の検討が始まった。その頃、東南ヨーロッパでは建艦競争が繰り広げられており、アメリカ合衆国はオスマン帝国と対立関係にあったギリシャに、旧式戦艦のミシシッピ級戦艦2隻を売却する。
その代金で、超弩級戦艦1隻を追加建造することが合衆国議会で決定する。本級は当初の2隻建造予定から、1隻増えて同型艦3隻となった。1915年になり、3隻の建造が始められた。
当初は16インチ砲を搭載する予定であったが議会の反対にあい、最終的にペンシルベニア級戦艦の改良型としてまとめられた。前級のペンシルベニア級戦艦同様に12門の14インチ主砲が搭載されたが、その砲身長は45口径から50口径へ拡大された。船体設計も改良されたクリッパー型艦首を持ち、より良い凌波性を備えネバダ級やペンシルベニア級に比べて優雅な船体型となった。ニューメキシコは蒸気タービンによるモーター発電で推進する、新型のターボ・エレクトリック推進を採用した。
元々高く評価されたペンシルベニア級の改良型として凌波性の改善などが更に実施されたので、艦隊側からはペンシルバニア級同様やはり高評価を得た。しかし主砲の散布界が前級より悪化していたこと、加えてユトランド沖海戦の戦訓から水平防御装甲厚が以前の型より強化されたとは言え、やや薄いことが欠点と見なされた。
ニューメキシコ級はアメリカ海軍における「標準型戦艦」コンセプトの一部であった。その設計概念はアメリカ海軍に低速部隊と高速部隊の包括した運用を可能とさせる重要なものであった。「標準型」の概念は長距離射撃、21ノットの速度、700ヤード(640m)の回転半径およびダメージ・コントロールの改善が含まれていた。この「標準型」にはネバダ級、ペンシルベニア級、テネシー級およびコロラド級が含まれている。
ちなみに大日本帝国海軍では、最も起工が早かった3番艦をネームシップと認識してアイダホ型戦艦と呼んでいた。太平洋戦争中の大本営発表でも、しばしばアイダホ型戦艦と言及している。サウスダコタ級戦艦を「アイダホ型戦艦」と誤認して報道した事例もある。

## 設計
1913年5月以降、アメリカ海軍は前級のペンシルベニア級戦艦に続く、1915年度計画の新型戦艦計画案を検討し始めた。当初の案は多くの問題点が発生し、計画案の決定が遅れたため、暫定的にペンシルベニア級の改正型が検討された。しかし同時期、イギリス海軍やドイツ帝国海軍は15インチ砲を搭載する新型戦艦を建造しており、それを踏まえて、「試作されている16インチ砲の搭載を含めて兵装や防御を強化するべき」という要望がアメリカ海軍から出された。その結果、計画は白紙に戻されて再度計画案の検討が行われた。
この際提示された6つの案は10月になって4つの案にまとめられ、いずれも16インチ砲の搭載が検討されていた。最終的にアメリカ海軍は、16インチ砲8門を装備し、432mm厚の乾舷装甲を持つ35,500トン案を選んだものの、アメリカ議会は建造費用がペンシルベニア級に比べて450万ドル（当時のアメリカ海軍駆逐艦約4隻分）も増えることから建造に難色を示した。
その為、今度はアメリカ海軍からペンシルベニア級に16インチ砲を搭載する31,000トン案が推されたが、これも「16インチ砲8門と14インチ砲12門の艦では一斉射辺りの弾量に殆ど差が無く、建造費用増大に見合わない」とアメリカ議会から反発を受けた。更に、当時試作中の16インチ砲は試射が終わっておらず、成功するか分からない新型砲を採用するのはリスクが大きいという意見も出された。
16インチ砲搭載案が難航する中、アメリカ海軍は試作が完了していた14インチ50口径砲に目を向けた。この砲はペンシルベニア級と同口径ではあるが、砲身長は45口径から50口径へと長くなり射程や貫通力が勝っているため、他国の15インチ砲に対抗できるという判断がなされていた。その為、アメリカ海軍内部では「当面は14インチ50口径砲搭載艦を建造し、時期をみて16インチ砲搭載艦を建造すればよい」という意見が大きくなっていった。
この意見を踏まえ、1914年1月3日にジョセファス・ダニエルズ海軍長官は「1915年度計画の戦艦は、ペンシルベニア級に14インチ50口径砲を搭載したものを建造する」「16インチ砲搭載艦は1916年度計画以降の艦として、検討を続ける」ということを決定した。

## 艦形

### 竣工時から第一次世界大戦時まで
ニューメキシコ級の船体形状は基本的にペンシルベニア級と同じ長船首楼型船体だが、水線幅は約10cm広げられ、凌波性を向上するためにクリッパー型艦首が採用されていた。これはネバダ級戦艦の設計案を見た艦隊側からの要望がきっかけであり、ネバダ級やペンシルベニア級では見送られたものの、検討中であったニューメキシコ級から採用されることとなった。内部配置も大きく変わらないが、砲塔が大型化したためにバーベットが60cm拡大した影響で、砲塔付近については若干の変更がなされた。上構も前級とほぼ同じだが、1920年頃には第一次世界大戦の戦訓を受けて主砲および副砲の射撃指揮装置が追加されたため、艦橋が大型化した。

### 近代化改装時
ニューメキシコ級は海軍休日時、他のアメリカ戦艦と同じく近代化改装が行われた。前後部の籠マストが撤去され、前後の艦橋下部と船体中央部上構部分の容積が拡大された。前部艦橋はイギリス戦艦ネルソン級を参考にした大型の塔型艦橋となる等、他のアメリカ戦艦と比べて艦容が大きく変化した。
第二次世界大戦開戦時、ニューメキシコ級は就役していたアメリカ戦艦の中で最も良い装備状態であり、戦中も他戦艦のような大規模改装は行われなかった。

## 兵装

### 主砲
ニューメキシコ級の主砲は前級より長砲身化された新開発のMark 4 14インチ（50口径）砲を採用した。その性能は重量635kgの主砲弾を最大仰角15度で射距離21,950mまで届かせる事ができるもので、射距離14,630mで舷側装甲226mmを、射距離18,290mで170mmを貫通できた。装填機構は固定角度装填で仰角0度、もしくは1度で装填という説がある。発射速度は竣工事は毎分1.75発であった。砲身の仰角は30度・俯角4度で動力は電動モーターによる駆動であり補助に人力を必要とした。旋回角度は左右150度の旋回角が可能であった。
初速が前級と比べ60m/秒ほど早く、貫通力も勝っていた。しかし高初速と砲身間隔の狭さが合わさって、前級より遠距離時の散布界が悪化してしまった。以後長らく改正が行われたものの、許容範囲まで散布界を縮小できたのは太平洋戦争直前であったが、この状態でも他戦艦と比べると散布界が広いとみなされていた。
砲塔は新設計の三連装砲塔4基になっており、砲身を個別に府仰できるようになったが、実際の運用では同時に俯仰することが多かった。
| 射距離                  | 仰角   | 落角   | 存速(m/s) | 対垂直甲鈑 |
| ----------------------- | ------ | ------ | --------- | ---------- |
| 12,000ヤード（12,980m） | 5.50°  | 7.03°  | 590       | 437m       |
| 16,000ヤード（14,630m） | 8.09°  | 11.17° | 525       | 226m       |
| 20,000ヤード（18,288m） | 11.19° | 16.6°  | 471       | 170mm      |
| 24,000ヤード（21,946m） | 14.97° | 23.43° | 432       | -          |

| 射距離                  | 仰角   | 落角   | 存速(m/s) | 対垂直甲鈑 | 対水平甲鈑 |
| ----------------------- | ------ | ------ | --------- | ---------- | ---------- |
| 10,000ヤード（9,144m）  | 4.62°  | 5.60°  | 619       | 511mm      | 32mm       |
| 14,000ヤード（12,802m） | 7.02°  | 9.10°  | 557       | -          | -          |
| 15,000ヤード（13,716m） | -      | 12.2°  | 545       | 426mm      | 54mm       |
| 20,000ヤード（18,288m） | 11.31° | 15.73° | 491       | 349mm      | 77mm       |
| 24,000ヤード（21,946m） | 14.65° | 21.17° | 462       | -          | -          |
| 25,000ヤード（22,860m） | -      | 23.55° | 443       | 286mm      | 103mm      |
| 30,000ヤード（27,432m） | 21.00° | 31.10° | 437       | 236mm      | 135mm      |
| 34,000ヤード（31,090m） | 26.35° | 38.22° | 436       | -          | -          |
| 35,000ヤード（32,004m） | -      | 42.50° | 427       | 199mm      | 177mm      |
| 36,000ヤード（32,918m） | 29.52° | 42.12° | 440       | -          | -          |

### 副砲、その他兵装等
ニューメキシコ級の副砲は前級に引き続きMark 7 5インチ（51口径）速射砲を採用した。その性能は重量22.7kgの砲弾を最大仰角15度で射距離12,850mまで届かせる事ができるものであった。発射速度は毎分8～9発、砲身の仰角は15度・俯角10度で動力は人力を必要とした。射界は露天では300度、ケースメイトで最大150度の旋回角度を持っていたが、実際は舷側配置のために射界は制限があった。
当初は副砲を22門搭載する予定であった。しかし第一次世界大戦の戦訓を受け、1918年2月に前後部のケースメイトとして装備されていた副砲を撤去し、その部分を完全に密封する工事の実施が発令された。そのため、1917年に竣工したミシシッピは22門、1918年以降に竣工したニューメキシコとアイダホは14門を搭載して完成した。
対空火器として3インチ（50口径）高角砲が搭載された。その性能は重量5.9 kgの砲弾を最大仰角85度では射程9,270 mまで届かせられるもので、この砲を単装砲架を介して搭載した。砲架の俯仰能力は仰角85度・俯角15度である、旋回角度は露天で360度の旋回角度を持つが、ケースメイトでは旋回角に制限があった。砲身の俯仰・砲塔の旋回・砲弾の揚弾・装填は主に人力を必要とした。発射速度は毎分15～20発である。これらをニューメキシコとアイダホは4門搭載した。ミシシッピも姉妹艦と同様の副砲、対空火器の装備を行った。
その他に53.3m水中魚雷発射管を単装で2基を装備した。

### 近代化改装時の兵装変換
海軍休日時の近代化改装では、主砲をMark 7 14インチ（50口径）砲に換装した。散布界の改善を行うため初速が823m/秒まで低下し、仰角増大により射程が仰角30度で33,190mまで延長された。また、680kgの新型砲弾が運用可能となっている。加えて副砲が12門となり、7.62cm高角砲が撤去されて5インチ（25口径）高角砲が単装で8基装備された他、対空機銃としてブローニング 12.7mm単装機銃8基が新たに装備された。なお、水雷兵装はこの時撤去されている。更に艦尾にはカタパルトを搭載し、後に3番砲塔上と後尾甲板に各1基ずつカタパルトの搭載を行っている。

### 第二次世界大戦時の兵装変換
第二次世界大戦が開戦して以降は、主に対空・レーダー兵装を中心に強化が行われた。
1941年には28mm4連装機銃4基の装備予定があったが、供給不足であったため代わりに3インチ高角砲4門を搭載した。この際、対空警戒用SCレーダーと射撃指揮用Mk3レーダーも搭載されている。1941年末にはエリコン 20mm単装機銃が8基、翌1942年春には3インチ高角砲4門を撤去して28mm4連装機銃4基を装備した。
1942年10月から1943年初頭には対空兵装の大規模な強化が行われた。ニューメキシコとミシシッピは後部の副砲4門および副砲用方位盤を撤去し、ボフォース 40mm4連装機関砲4基と20mm単装機銃6基を増備した。アイダホはより本格的に強化が行われ、全副砲と副砲用方位盤を撤去して5インチ（25口径）単装高角砲8門、40mm4連装機関砲10基、20mm単装機銃40～45基を装備した。合わせて上構部の不要物や3番砲塔上カタパルトの撤去も行われた。
この後もニューメキシコ級は随時対空兵装の強化を行った。
- ニューメキシコ級の最終的な対空兵装[33]
  - ニューメキシコ：5インチ（25口径）高角砲8門、40mm機関砲10基40門、20mm機銃43～46門
  - ミシシッピ：副砲全撤去、5インチ（25口径）高角砲16門、40mm機関砲13基52門（Mk51射撃指揮装置複数）、20mm機銃40門
  - アイダホ：5インチ（25口径）高角砲全撤去、5インチ（38口径）高角砲10門、40mm機関砲10基40門、20mm機銃40～45門

対空兵装の強化に合わせて対空射撃レーダーも強化された。対空射撃指揮装置をMk28からMk33へ、高角砲射撃用レーダーをMk4対空レーダーからMk22又はMk28レーダーへ更新している。また、主砲射撃用レーダーも1944年にMk28レーダー、1944年末にはMk27レーダーが装備された。なお、アイダホはMk28ではなくMk8を搭載した。対空警戒レーダーは1943年にSCレーダーからSKレーダーに換装された。

## 機関

### 竣工時
ミシシッピとアイダホの2隻はタービン機関を搭載したが、形式は姉妹艦で別の形式が採用されており、ミシシッピはカーチス式直結蒸気タービン、アイダホはパーソンズ式直結蒸気タービンで共に4基4軸であった。機関出力は32,000馬力であり、ペンシルベニア級より若干向上していたが最大速度は21ノットと変わらなかった。一方ニューメキシコはターボ電気推進システムの試験艦として選ばれ、機関は4242Vを発揮できるGE製発電機2基と推進モーター2基を搭載し、推進モーター各1基が2基の軸を動かして4軸推進としたターボ・エレクトリック方式となった。ニューメキシコの機関出力は公称で27,500馬力と姉妹艦より低かったが、公試では約31,200馬力で最大速度21.08ノットを記録し、姉妹艦とほぼ同性能であった。ボイラーの形式は3隻共に、パブコック&ウィルコックス式重油専焼水管缶9基であった。
当時ターボ電気推進システムはタービンと比べ、重量が若干重いものの燃費がよく、後進や回避運動が素早く行えることや費用が安いことが優れていると考えられていた。そのため、アメリカ海軍では1920年台末期までに建造された大型艦の標準的な機関として採用されていた。

### 近代化改装時
海軍休日時代のアメリカ海軍では、アメリカ艦隊がフィリピン諸島まで進出して日本海軍の艦隊と戦うことが想定されていた。その為、海軍休日にアメリカ戦艦へ実施された機関部の近代化改装は航続距離の強化を重点として行われた。その中でもニューメキシコ級は速力を22～23ノットまで向上させたいという艦隊側の要望が認められ、総合的な強化が図られた。
ボイラーは、ミシシッピとアイダホはビューロウ=エクスプレス式缶を6基、ニューメキシコはより大型で強力なホワイト=フォスター式缶4基に換装した。機関は3隻ともウェッチングハウス式減速蒸気タービン4基に改められた。ニューメキシコもタービンとなったのは、タービン技術の進歩により燃費や重量面でターボ電気推進システムの優位点が無くなったこと、加えて3隻とも同じ機関に換装することで改装費用が30万ドル節約出来ることが大きかった。機関出力は40,000馬力となり、最高速力は計画には届かなかったものの21.8ノットまで向上した。航続距離は大幅に延伸し、9ノット時は23,400浬、18ノット時は12,750浬と戦前のアメリカ戦艦の中で最も長くなった。

## 防御

### 竣工時
ニューメキシコ級の装甲配置や装甲厚、装甲範囲はネバダ級・ペンシルベニア級から大きな変更はない。水線部装甲は前級と同じく343mmで、上側343mm、下側203mmとテーパーしている。水線下防御も同じく一層式の水雷防御区画と38mm厚の装甲板で浸水を止める考えで、艦底部のみ三重底であった。
水平甲板の装甲は舷側装甲と接続した主甲板装甲で敵弾を受け止め、剥離した装甲板の断片を下甲板で受け止める複層構造とした。主甲板は遠距離砲戦に対応するためペンシルベニア級より強化されて89mmとなったが、それ以外はペンシルベニア級と同様になっており、下甲板が38～63mmで水線部装甲と接続する部分は傾斜している。また、煙突の基部から敵弾が突入するのを防ぐため、機関区の煙路基部に343mmの垂直装甲が施されている。主砲塔の装甲もネバダ級・ペンシルベニア級の三連装砲塔と同様で、前盾457mm、側盾254mm、後盾229mm、天蓋127mmと重装甲だった。

### 近代化改装時
海軍休日時代の近代化改装時では、他のアメリカ戦艦と同じく遠距離砲戦に対応するため、更なる甲板防御と水雷防御の強化が行われた。主甲板防御は51mm厚装甲が追加され、機関部の弾片防御を行う甲板には32mm厚装甲が追加されて70mmとなった。水雷防御面では機関の換装に伴う機関スペースの減少により、機関区側壁の位置を艦内側に移動してもう一層縦隔壁を設け、水中防御層の幅を拡大した。水中防御層に接する形で1層分の防御層が追加されて2層構造となった。更に断片防御と水中弾防御のために2層の間には76mmの装甲板が追加された。

## 艦歴
| 艦名           | 造船所                       | 起工           | 進水          | 就役           | 退役          |
| -------------- | ---------------------------- | -------------- | ------------- | -------------- | ------------- |
| ニューメキシコ | ニューヨーク海軍工廠         | 1915年10月14日 | 1917年4月13日 | 1918年5月20日  | 1946年7月19日 |
| ミシシッピ     | ニューポート・ニューズ造船所 | 1915年4月5日   | 1917年1月25日 | 1917年12月18日 | 1956年9月17日 |
| アイダホ       | ニューヨーク造船所           | 1915年1月20日  | 1917年6月30日 | 1919年3月24日  | 1946年7月3日  |

第二次世界大戦時はナチス・ドイツの脅威に対抗するため、ニューメキシコ級は太平洋から大西洋に1941年に配属された。真珠湾攻撃によって太平洋艦隊が打撃を受けると太平洋へと配属され、1945年8月の終戦まで各戦線で活躍した。ニューメキシコ級の主砲は太平洋における各戦場での侵攻作戦において有用な支援射撃を行った。ミシシッピはレイテ沖海戦のスリガオ海峡夜戦に参加、扶桑型戦艦の山城に対する砲撃戦に加わった。これが第二次世界大戦における、主力艦同士の最後の直接対決になった。
戦後、ニューメキシコとアイダホの2隻は間もなく予備役となり、退役して解体された。ミシシッピだけは1945年11月から1947年7月まで改装を受けた後、訓練艦と兵器試験を兼ねた実験特務艦（EAG-128）に変更されて1956年まで運用された。当初は4番砲塔以外の主砲を撤去して各種高角砲や機関砲が装備されたが、1952年には4番砲塔を撤去してテリアミサイル等の艦上ミサイルを搭載した。ミシシッピは1956年9月17日に予備役となり、除籍されている。

## 画像

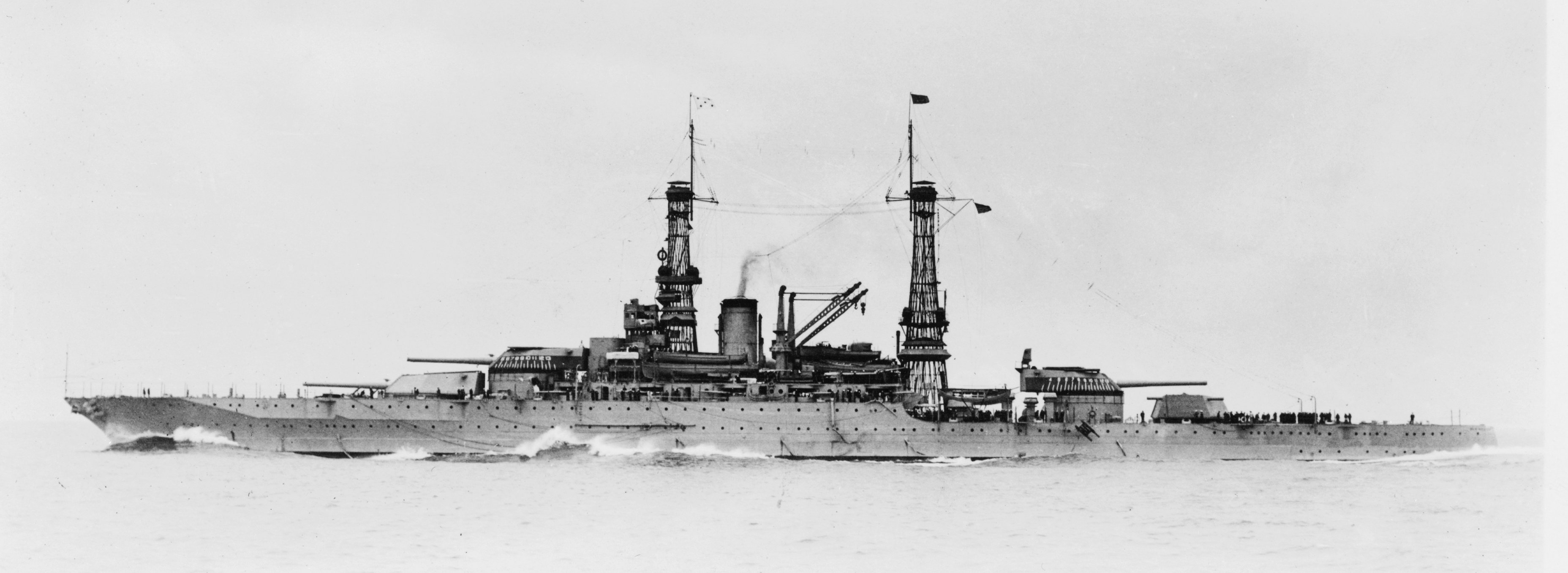
1920年代ニューメキシコ新造時篭マスト。
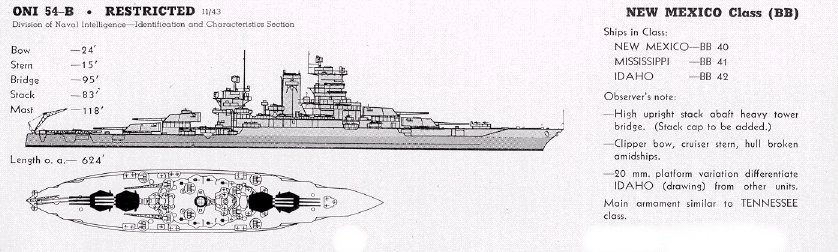
1931～34年近代化改装後。
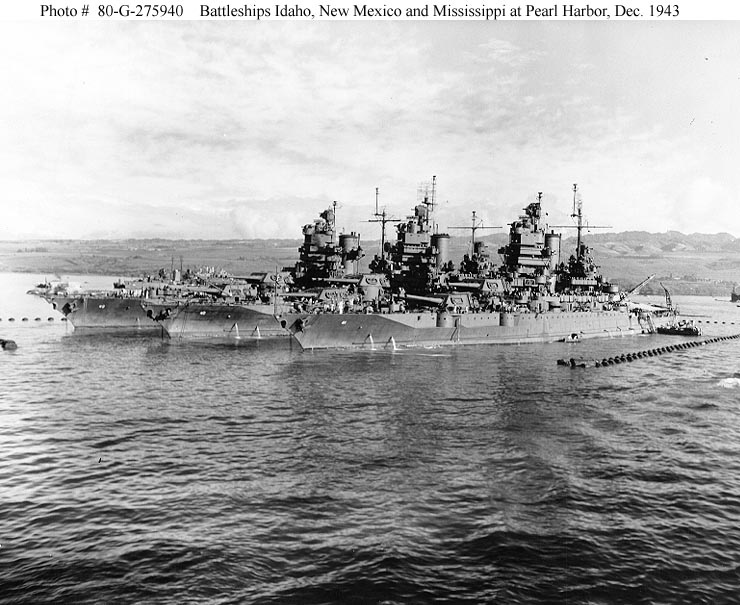
1943年12月に撮られた、ニュー・メキシコ級3隻。左からアイダホ、ニューメキシコ、ミシシッピ。
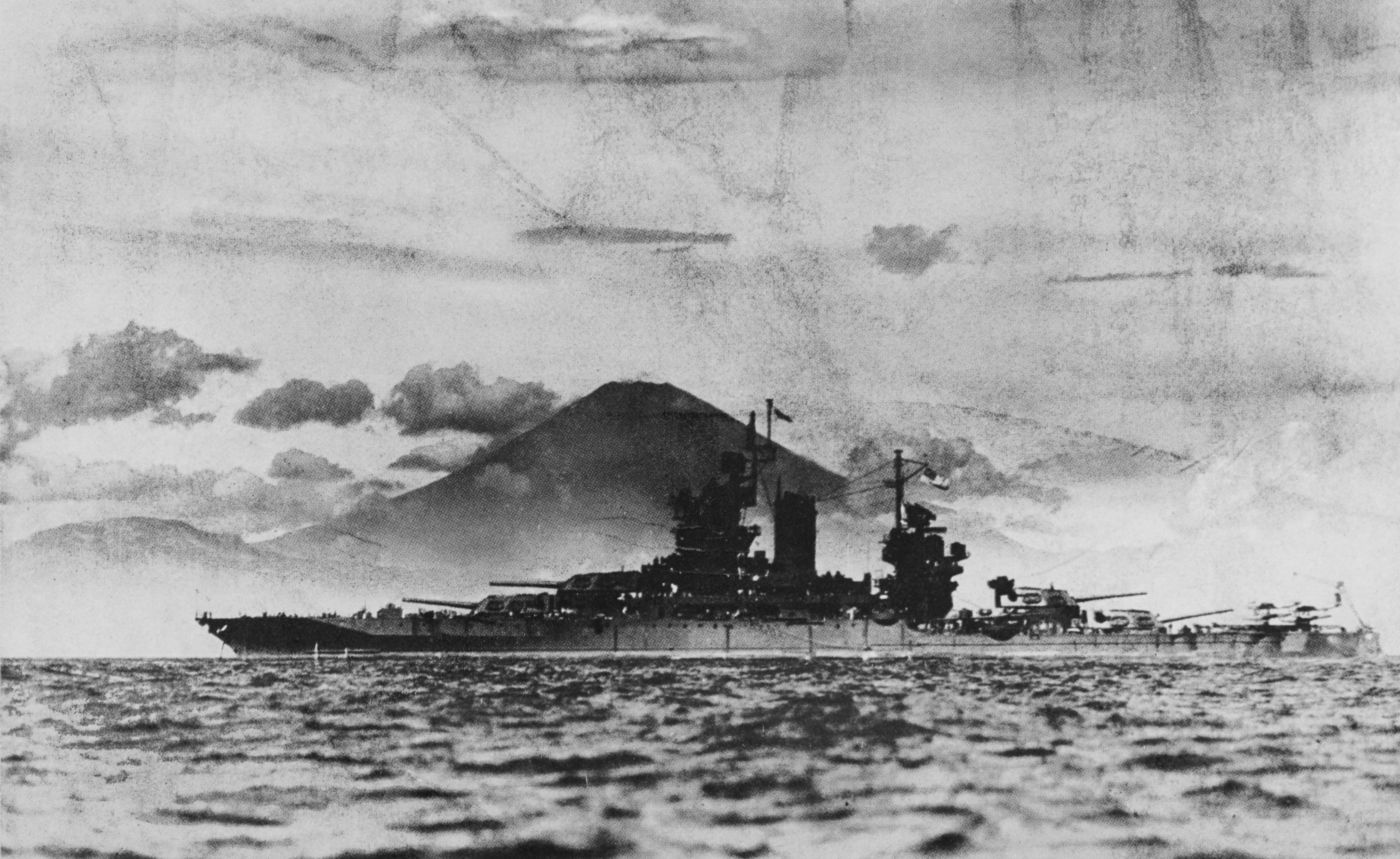
1945年8月後半ニューメキシコ富士山を背景に。
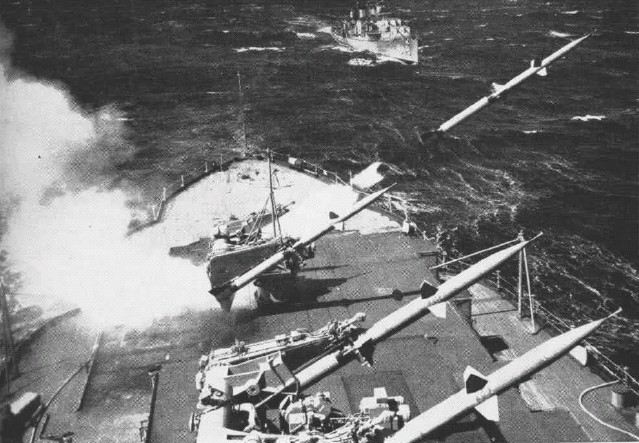
1955年ミシシッピ実験艦時代。